# Нижній Улятуй
Нижній Уляту́й (рос. Нижний Улятуй) — село у складі Олов'яннинського району Забайкальського краю, Росія. Входить до складу Улятуйського сільського поселення.

## Історія
Село утворено 2013 року шляхом виділення із села Улятуй.